# Vladimirovo (oblast Kaliningrad)
Vladimirovo, voor 1946 Tharau (Russisch: Влади́мирово; Oudpruisisch: Toraw; Litouws: Toruva) is een dorp in de Russische oblast Kaliningrad. De plaats ligt in de rajon Bagrationovsk. Het dorp telde 836 inwoners in 2012.

## Geschiedenis
Tharau werd in 1315 voor het eerst vermeld als nederzetting van de Pruisen aan de oever van de rivier Frisching (tegenwoordig de Prochladnaja). Rond 1320 kreeg het dorp een kerk. Zoals overal in Oost-Pruisen assimileerden de Pruisen met de Duitse veroveraars en werd het Pruisisch als voertaal vervangen door het Duits. Het dorp behoorde bij een landgoed, dat ook Tharau heette. De dorpelingen waren horigen en later pachters van de eigenaar. Tharau bleef altijd een dorp. In 1938 had het 786 inwoners.
In 1908 werd Tharau aangesloten op het spoorwegnet door de smalspoorlijn Tharau–Kreuzburg. Het station Tharau lag overigens in het naburige dorp Wittenberg (nu Nivenskoje). De spoorlijn werd in 1945 door oorlogshandelingen vernield en is nooit meer opgebouwd.
Tussen 1818 en 1945 behoorde Tharau tot de Landkreis Preußisch Eylau, een bestuurlijke eenheid binnen het Regierungsbezirk Königsberg in de provincie Oost-Pruisen. Na de Tweede Wereldoorlog kreeg de Sovjet-Unie een deel van Oost-Pruisen, dat als oblast Kaliningrad een exclave werd van de Russische Socialistische Federatieve Sovjetrepubliek. De Kreis Preußisch Eylau werd opgedeeld tussen de rajon Bagrationovsk in de oblast Kaliningrad en het powiat Bartoszycki in het Poolse woiwodschap Ermland-Mazurië. Tharau, dat zwaar beschadigd uit de oorlog kwam en voor een groot deel opnieuw moest worden opgebouwd, kwam in het Russische deel terecht.
In 1993 werd het buurdorp Krasnopartisanskoje (Краснопартизанское, ‘Rode partizaan’; vroegere Duitse naam Ernsthof) bij Vladimirovo gevoegd. Sinds 2009 behoort Vladimirovo tot de gemeente Nivenskoje (Нивенское). Daarvoor was het een afzonderlijke gemeente.

## Ännchen von Tharau
Anna Neander (1615-1689) was de dochter van dominee Martin Neander van Tharau. Ze trouwde in december 1636 met de predikant Johannes Portatius. De Königsbergse dichter Simon Dach schreef hun bruiloftslied Ännchen von Tharau, dat in Duitsland nog altijd een populair lied is. Het werd voor het eerst op muziek gezet door Heinrich Albert, maar de versie van Friedrich Silcher wordt het meest gezongen.

## De kerk
De dorpskerk, die uit de 14e eeuw stamt, werd in de 16e eeuw een lutherse kerk. Ze is verbouwd in 1805 en moest in de jaren 1911-1918 na een brand voor een groot deel opnieuw opgebouwd worden. Na de Tweede Wereldoorlog, die de kerk goed doorstaan had, werd ze als clubhuis en opslagruimte gebruikt. In 2010 werd ze overgedragen aan de Russisch-orthodoxe Kerk. Een groep Duitsers, verenigd in de ‘Förderkreis Kirche Tharau/Ostpreußen e. V.’, zet zich sinds 1998 in voor restauratie van de kerk, die al voor een groot deel gereed is.